# St. Helen
St. Helen – jednostka osadnicza w Stanach Zjednoczonych, w stanie Michigan, w hrabstwie Roscommon.